# Ocneria rubea
Ocneria rubea är en fjärilsart som beskrevs av Denis och Ignaz Schiffermüller 1775. Ocneria rubea ingår i släktet Ocneria och familjen tofsspinnare. Inga underarter finns listade i Catalogue of Life.